# Semécourt
Semécourt är en kommun i departementet Moselle i regionen Grand Est (tidigare regionen Lorraine) i nordöstra Frankrike. Kommunen ligger i kantonen Maizières-lès-Metz som tillhör arrondissementet Metz-Campagne. År 2022 hade Semécourt 1 023 invånare.

## Befolkningsutveckling
Antalet invånare i kommunen Semécourt
| Referens: INSEE |